# Niu Zhiyuan
Niu Zhiyuan (n. 13 decembrie 1973, Beijing, Republica Populară Chineză) este un trăgător de tir ce a reprezentat Republica Populară Chineză, medaliat olimpic. A participat la o ediție a Jocurilor Olimpice (2000) în care a câștigat o medalie de bronz.